# IC 626
IC 626 је елиптична галаксија у сазвјежђу Секстант која се налази на листи објеката дубоког неба у Индекс каталогу.
Деклинација објекта је - 7° 1' 26" а ректасцензија 10h 36m 57,2s. Привидна величина (магнитуда) објекта IC 626 износи 13,9 а фотографска магнитуда 14,9. IC 626 је још познат и под ознакама MCG -1-27-28, PGC 31501.